# Barbra Streisand’s Greatest Hits
Barbra Streisand’s Greatest Hits — первый сборник хитов Барбры Стрейзанд, выпущенный на лейбле Columbia Records в январе 1970 года. Альбом имел большой коммерческий успех и был сертифицирован RIAA как дважды платиновый.

## Об альбоме
К началу 1970-х музыкальная карьера Стрейзанд находилась в состоянии упадка, что навело Columbia Records на мысль о создании первого сборника её хитов, который послужил бы подведением итогов всей деятельности Барбры в 1960-х. Стрейзанд не была сингловым артистом, у неё не было большого количества успешных синглов. В промежутке между 1963 и 1969 годами всего лишь десять её синглов попали в Billboard Hot 100, а из них только один, «People», вошёл в десятку лучших, и только один, «Second Hand Rose» — в топ-40. И тем не менее, на тот момент уже семь её пластинок удостоились золотой сертификации, а девять попали в топ-10 Billboard Top LP’s.
В коллекцию лучших хитов Стрейзанд вошли семь синглов, попавших в разное время в Billboard Hot 100, один из самых первых синглов Барбры «My Coloring Book» (оригинальная версия была записана и вышла в 1962 году, но на сборнике песня представлена в версии The Second Barbra Streisand Album 1963 года), «Don’t Rain on My Parade» с саундтрека к фильму «Смешная девчонка», любимая фанатами «Gotta Move», а также «Happy Days Are Here Again» — одна из самых известных песен с её первого альбома. Три других сингла, попавших в сотню Billboard Hot 100, включены в трек-лист не были: «Funny Girl» 1964 года (№ 44), «Where Am I Going» 1966 года (№ 94) и «Stout-Hearted Men» 1967 года (№ 92).
В альбоме нет песен из следующих альбомов: The Third Album, Simply Streisand, What About Today? и из саундтрека Hello, Dolly!. «Happy Days Are Here Again» с дебютного альбома Стрейзанд представлена в записи с её концерта в Центральном парке. «Sam, You Made the Pants Too Long» выходила только как часть попурри в альбоме Color Me Barbra, а сингловая версия, вошедшая в компиляцию, до этого не издавалась ни в одном её альбоме.
Фото для обложки сборника сделал Лоуренс Шиллер, который снимал Барбру для промокампании её фильма «В ясный день увидишь вечность».

## Коммерческий успех
Альбом дебютировал в чарте США Billboard Top LPs 28 февраля 1970 года с 77-го места, а 28 марта достиг своего пика на 32-й позиции. Провёл в чарте 30 недель. 4 мая 1971 года альбом был сертифицирован как золотой, а 21 ноября 1986 года — как дважды платиновый. Альбом стал вторым релизом Стрейзанд (первым таким был My Name Is Barbra, Two…), попавшим в альбомный чарт Великобритании, он занял 44-е место.

## Список композиций
| №  | Название                  | Автор(ы)                                                  | Исходный релиз                            | Длительность |
| -- | ------------------------- | --------------------------------------------------------- | ----------------------------------------- | ------------ |
| 1. | «People»                  | Боб Меррилл, Джул Стайн                                   | студийный альбом: People                  | 3:39         |
| 2. | «Second Hand Rose»        | Грант Кларк, Джеймс Ф. Хэнли                              | студийный альбом: My Name Is Barbra, Two… | 2:08         |
| 3. | «Why Did I Choose You»    | Майкл Леонард, Герберт Мартин                             | студийный альбом: My Name Is Barbra       | 2:49         |
| 4. | «He Touched Me»           | Айра Левин, Мильтон Шафер                                 | студийный альбом: My Name Is Barbra, Two… | 3:08         |
| 5. | «Free Again»              | Джосс Базелли, Арман Канфора, Роберт Колби, Мишель Журдан | студийный альбом: Je m’appelle Barbra     | 3:40         |
| 6. | «Don’t Rain on My Parade» | Джул Стайн, Боб Меррилл                                   | саундтрек: Funny Girl                     | 2:44         |

| №  | Название                           | Автор(ы)                                                 | Исходный релиз | Длительность |
| -- | ---------------------------------- | -------------------------------------------------------- | --- | ------------ |
| 1. | «My Coloring Book»                 | Фред Эбб, Джон Кандер                                    | студийный альбом: The Second Barbra Streisand Album                                                                                                   | 4:09         |
| 2. | «Sam, You Made the Pants Too Long» | Смайли Льюис, Виктор Янг, Фред Уайтхаус, Милтон Берл     | песня была выпущена как сингл в 1966 году. Сокращённая версия включена как часть попурри в студийном альбоме: Color Me Barbra                         | 2:04         |
| 3. | «My Man»                           | Жак Шарль, Чаннинг Поллок, Альберт Уиллемец, Морис Ивэйн | студийный альбом: My Name Is Barbra | 2:55         |
| 4. | «Gotta Move»                       | Питер Матц                                               | студийный альбом: The Second Barbra Streisand Album                                                                                                   | 1:58         |
| 5. | «Happy Days Are Here Again»        | Мильтон Эгер, Джек Йеллен                                | песня была выпущена в концертном альбоме A Happening in Central Park. Оригинальная студийная версия была включена в альбом The Barbra Streisand Album | 3:07         |

## Над альбомом работали
В алфавитном порядке:
- Майк Берникер — продюсер (треки 1, 7 и 10)
- Уоррен Винсент — продюсер (трек 8)
- Стэн Вайсс — инженер
- Джек Голд[англ.] — продюсер (треки 6 и 11)
- Дон Коста — аранжировщик и дирижёр (трек 4)
- Фрэнк Лайко — инженер
- Мишель Легран — аранжировщик и дирижёр (трек 5)
- Питер Матц[англ.] — аранжировщик и дирижёр (треки 1, 2, 7, 8, 9 и 10)
- Роберт Мерси[англ.] — продюсер (треки 2, 3, 4 и 9)
- Этторе Стратта — продюсер (трек 5)
- Барбра Стрейзанд — вокал
- Лоуренс Шиллер[англ.] — фото для обложки альбома

## Позиции в хит-парадах и сертификации
| Хит-парад (1970)                 | Место |
| -------------------------------- | ----- |
| Великобритания (UK Albums Chart) | 44    |
| Канада (RPM LP Chart)            | 26    |
| США (Billboard 200)              | 32    |

| Регион                                                      | Сертификация  | Продажи    |
| ----------------------------------------------------------- | ------------- | ---------- |
| Австралия (ARIA)                                            | Золотой       | 35 000^    |
| Нидерланды (NVPI)                                           | Золотой       | 50 000^    |
| США (RIAA)                                                  | 2× Платиновый | 2 000 000^ |
| ^ Данные о тиражах приведены только на основе сертификации. |               |            |